# Abigail Adams
Abigail Smith Adams (ur. 11 listopada 1744 w Weymouth, zm. 28 października 1818 w Braintree) – amerykańska feministka; jako żona Johna Adamsa pełniła funkcję drugiej damy USA (1789–1797) oraz pierwszej damy (1797–1801).

## Życiorys
Urodziła się 11 listopada 1744 r. w Weymouth, jako córka pastora kongregacyjnego Williama Smitha i Elizabeth Quincy. Abigail dorastała w znanej i bogatej rodzinie, wywodzącej się od purytańskich przywódców i odnoszących sukcesy kupców. Miała troje rodzeństwa: brata i dwie siostry. Z uwagi na słaby stan zdrowia, jak i ograniczonych możliwości dostępnych dla dziewcząt, Abigail Adams nie chodziła do szkoły, lecz uczyła się samodzielnie w domu. Jednak żadna przeszkoda nie przeszkodziła jej w zdobyciu niezwykle szerokiego i wyrafinowanego wykształcenia. Lubiła dobrze zaopatrzoną rodzinną bibliotekę, stymulujące towarzystwo wykształconych krewnych i gości plebanii oraz troskliwą opiekę babci. Jej studia sięgały od Szekspira do Locke’a, od Platona po francuski. Rozpoczęła również dwa nawyki na całe życie: pisanie listów do dalekich krewnych i przyjaciół oraz praktykowanie głębokiej wiary Zgromadzenia. Mając 17 lat, poznała Johna Adamsa, którego poślubiła 25 października 1764 r. w Weymonth.
Po ślubie para zamieszkała w Braintree, gdzie Abigail zajmowała się domem i wychowaniem pięciorga dzieci. W czasie amerykańskiej wojny o niepodległość małżeństwo Adamsów przeżywało długie rozłąki. Przyszła pierwsza dama wspomagała rannych, przygotowując posiłki i udzielając schronienia. Po proklamowaniu Deklaracji Niepodległości, Adams został wysłany do Paryża, by zabiegać o przyjazne stosunki amerykańsko-francuskie. Abigail, która pozostała w Stanach, prowadziła wówczas ożywioną korespondencję z mężem, która stała się z czasem źródłem historycznych. W późniejszej korespondencji, gdy jej mąż był delegatem na Kongres Kontynentalny, zabiegała o prawa kobiet (głównie dostęp do oświaty), a także o abolicjonizm.
W 1784 r., po 4-letniej rozłące, Abigail Adams postanowiła dołączyć do męża w Europie i spotkała się z nim w Londynie. Podczas pobytów w europejskich stolicach, zajmowała się zwiedzaniem, a także wspieraniem męża m.in. w negocjacjach z holenderskimi bankierami ws. pożyczki dla Stanów Zjednoczonych. W 1788 r. Adams zrezygnował z misji dyplomatycznych i oboje powrócili do Braintree. Rok później (1789), John Adams został wiceprezydentem Stanów Zjednoczonych i pełnił tę rolę przez dwie kadencje. Jego żona, w czasie trwania pierwszej kadencji, organizowała przyjęcia. W czasie drugiej kadencji męża, Abigail podupadła na zdrowiu i wróciła do rodzinnego Braintree. Pozostawała jednak w kontakcie listownym z wiceprezydentem, gdzie oboje wymieniali poglądy. Adamsowie byli zdecydowanymi zwolennikami federalistów i silnej władzy centralnej.
Kiedy wiosną 1797 r. John Adams obejmował urząd prezydenta, jego żona nie przebywała w Filadelfii, z powodów zdrowotnych. Kiedy dotarła do ówczesnej stolicy miała wątpliwości czy uda się jej sprostać zadaniom, jakie stoją przed pierwszą damą. Z tego powodu, początkowo zasięgała rad u Marthy Washington, jednak szybko przyzwyczaiła się do nowych obowiązków. W przeciwieństwie do swojej poprzedniczki, czynnie uczestniczyła w wydawanych przez siebie przyjęciach, a także brała udział w dyskusjach i sporach politycznych. W 1800 r. Adamsowie przenieśli się do nowej stolicy USA – Waszyngtonu i zamieszkali w Białym Domu. Cztery miesiące później, tuż przed upływem kadencji męża, Abigail powróciła do Braintree. Oboje zajęli się prowadzeniem farmy, lecz nadal interesowali się polityką. Ponieważ zerwali kontakty z federalistami, popierali kandydatury Jamesa Madisona i Jamesa Monroego.
W 1818 r. zapadła na tyfus. Zmarła 28 października tego samego roku i została pochowana w rodzinnym mieście.

## Życie prywatne
25 października 1764 r. wyszła za mąż za Johna Adamsa. Para miała pięcioro dzieci: trzech synów i dwie córki. Jednym z jej synów był John Quincy Adams, szósty prezydent USA.